# ماركيوي (باد كاليه)
ماركيوي، باد كاليه (بالفرنسية: Marquay, Pas-de-Calais)‏ هي بلدية تقع في إقليم باد كاليه من منطقة نور با دو كاليه في شمال فرنسا. تبلغ مساحة هذه المدينة 3.47 (كم²)، وترتفع عن سطح البحر 145 م، يبلغ عدد سكانها 171 نسمة حسب إحصاء المعهد الوطني للإحصاء والدراسات الاقتصادية سنة 2009 م. وترأس Francis Hennebelle البلدية خلال فترة (2001-2008).